# Разбивачът Ралф
„Разбивачът Ралф“ (на английски: Wreck-It Ralph) е американски компютърно анимиран филм от 2012 г.

## Саундтрак
Автор на музиката към филма е американският композитор Хенри Джакман. Саундтракът излиза на 30 октомври 2012.
Японската момичешка идол група AKB48 изпълнява завършващата тема „Sugar Rush“.

## В България
„Разбивачът Ралф“ е показван в България със синхронен дублаж в превод на Тония Микова.